# Odiongan
Odiongan é um município de  primeira classe de renda municipal (d) na província Romblon, nas Filipinas. De acordo com o censo de 1 de maio  de  2020 possui uma população de 49 284 pessoas e 12 769 domicílios.